# Jean Goulden
Louis Paul Jean Goulden, né le 14 juin 1878 à Charpentry (Meuse) et mort le 14 novembre 1946 à Reims (Marne), est un médecin et artiste décorateur français.

## Biographie

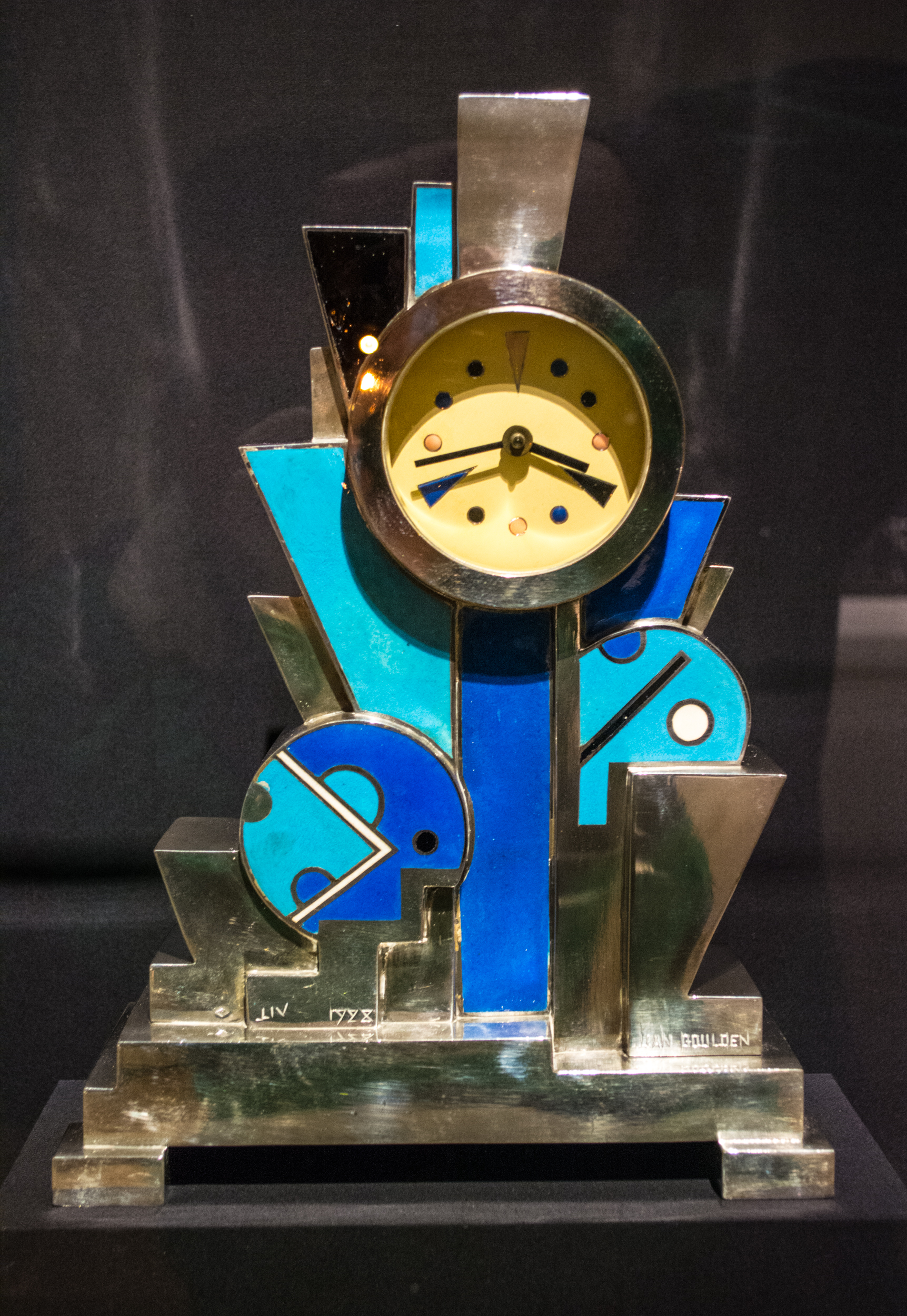
Horloge cubiste de Jean Gouldens.

Jean Goulden, docteur en médecine, fut artiste décorateur, plus particulièrement connu pour ses magnifiques émaux. Il épousa Sybille Bullock-Hall, puis, en 1925, Dolly Schmied, fille de l'artiste François-Louis Schmied (1873-1941) avec lequel il collabora. Il fut également l'un des collaborateurs de Jean Dunand.
C'est pendant la Première Guerre mondiale que Jean Goulden découvre, chez les moines du mont Athos, les émaux byzantins, lors de sa convalescence à la suite d'une dépression subie après la campagne des Dardanelles. Dès son retour en France, il se tourne vers F.-L. Schmied pour éditer à ses dépens, la série de paysages qu'il a rapportée de la guerre, sous le titre "Salonique, Macédoine, Mont Athos". Il abandonne alors la médecine, et grâce à sa fortune personnelle, devient mécène du Groupe Dunand-Goulden-Jouve-Schmied. Entrant sous le toit de l'atelier Schmied-Dunand, il va choisir d'explorer les techniques de l’émail cloisonné et champlevé, encouragé dans cette voie par Jean Dunand,.  C'est dans un ensemble d'immeubles (sis aux 14 et 14 bis, rue Hallé, Paris 14e) appartenant à sa sœur, Mme Métetal, qu'emménageront ensuite les équipes Dunand-Schmied et ses employés. Les œuvres de J.Goulden sont rares. Le nombre de boîtes qu’il a exécutées entre 1923 et 1933 est estimé à environ 90. Quant aux objets, produits sur une période encore plus courte, 1926-1930, il y en a une vingtaine, la plupart destinés à son usage personnel ou offerts à son épouse Dolly.
Il repose à Reims, au cimetière de l'Est.

## Domiciles successifs
- Paris - rue Raynouard (hôtel particulier qu'il fit décorer par Jean Dunand), et atelier rue du Moulin-au-Beurre.
- Reims - 3 bis, cours Anatole-France (en 1933 et 1935).
- Reims - 70 ter, rue Ponsardin (en 1946)